# تانی ماسایوکی
تانی ماسایوکی (به ژاپنی: 谷正之 Masayuki Tani)؛ ۲ سپتامبر ۱۸۸۹ – ۱۶ اکتبر ۱۹۶۲ (سن ۷۳))مدت کوتاهی در زمان جنگ جهانی دوم وزیر امور خارجه ژاپن بود.